# Moreseif
Der Moreseif ist ein etwa 1 km langer, linker Nebenfluss des Radenbach im rheinland-pfälzischen Fischbach-Oberraden, Deutschland.

## Geographie
Der Bach entspringt auf einer Höhe von 409 m ü. NHN etwa 900 m östlich von Fischbach. Die Quelle liegt an der Grenze zwischen Fischbach-Oberraden und Weidingen. Von hier aus fließt der Moreseif in überwiegend westsüdwestliche Richtungen ab. Auf 333 m ü. NHN mündet der Eierseif in Fischbach linksseitig in den Radenbach. Bei einem Höhenunterschied von 72 m beträgt das mittlere Sohlgefälle 72 ‰. Der Moreseif entwässert über Radenbach, Enz, Prüm, Sauer, Mosel und Rhein zur Nordsee. 
Einziger nennenswerter Zufluss ist der Heimersdell mit einer Länge von 1,2 km.